# „Lesz ez jobb is!” projekt
A „Lesz ez jobb is!” (It Gets Better) internetalapú projektet Dan Savage és barátja (házastársa), Terry Miller hozta létre 2010. szeptember 21-én annak nyomán, hogy Billy Lucast és több más tizenévest öngyilkosságba kergettek társaik azzal, hogy vélt vagy valós melegségük miatt zaklatták őket. Az áldozatok közé tartozik még Raymond Chase, Tyler Clementi, Ryan Halligan, Asher Brown és Seth Walsh (összesen több mint tíz eset ismert az USA-ból az adott hónapban). Célja az LMBT kamaszok öngyilkosságának megelőzése felnőtt melegek segítségével, akik üzenetben bátorítják az érintett fiatalokat, hogy rendbe fog jönni az életük.
A projekt gyorsan kibontakozott: az első héten több mint 200 videót töltöttek fel, YouTube-csatornája pedig már a következő héten elérte a 650 videós határt. A projekt saját honlapot kapott It Gets Better Project néven, és több mint 22 000 üzenet érhető el rajta különböző szexuális irányultságú emberektől, köztük számos hírességtől. A projektből született esszék válogatása 2011 márciusában jelent meg könyv formájában.

## Története

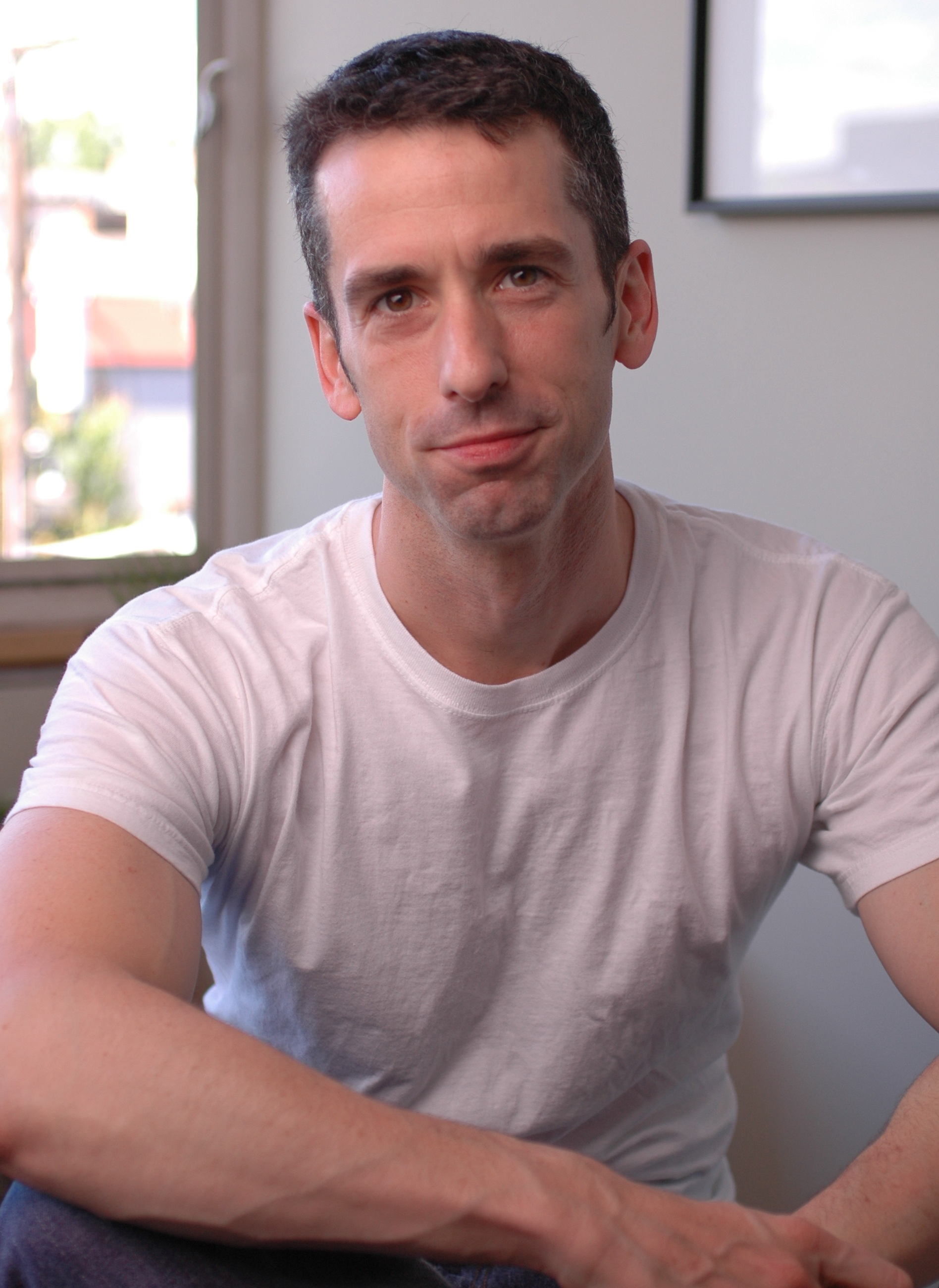
Dan Savage (2005)

Savage ezt írta a projekt alapításáról: „Bár beszélhettem volna öt percet ezzel a sráccal. Bár elmondhattam volna Billynek, hogy »lesz ez jobb is«. Bár elmondhattam volna neki, hogy akármilyen rosszul állnak is épp a dolgok, akármilyen elszigeteltnek és magányosnak érzi is magát, »lesz jobb is«.”
A projekt 501(c)(3) besorolású jótékonysági szervezetként működik. Az adományokból a „Lesz ez jobb is!” projektet, a Trevor-projektet és a Meleg, Leszbikus és Heteroszexuális Ismeretterjesztő Hálózatot támogatják. A projekt irodájának és bizottságának székhelye Los Angelesben található, képviseletük pedig jelen van New Yorkban, Seattle-ben és Washington, DC-ben.
Barack Obama, az Egyesült Államok elnöke a zaklatás elleni mozgalmat 2010. október 21-én videóüzenettel támogatta, melyben így nyilatkozott:
El kell oszlatnunk azt a hiedelmet, hogy a zaklatás csak egyfajta mindennapos beavatási szertartás – a felnőtté válás elkerülhetetlen része. Nem az.
Kötelességünk gondoskodni róla, hogy az iskoláink minden diák számára biztonságosak legyenek. A fiatalok pedig tudjanak róla: ha bajban vagy, vannak segítőkész felnőttek, akikhez fordulhatsz!

2011 márciusában Barack Obama és felesége, Michelle Obama zaklatásellenes konferenciának adott otthont.

## Közreműködők
Az alábbi listában jelölt személyek és csoportok – mint a projekt neves videós közreműködői – a szócikkeik linkjével szerepelnek, lábjegyzettel a külső hivatkozásokra, ahol az illető videó és az esetleges további fontosabb idézetek elérhetők.

### Magánszemélyek

#### A–D
| - Candice Accola - Max Adler - Darla K. Anderson - Chester Bennington - Julie Benz - John Berry - Joe Biden - Justin Bieber - Kate Bornstein - Jeffery Self és Guy Branum | - Sherrod Brown - Blondell Reynolds Brown - Michael Buckley - Joel Burns - David Cameron - Margaret Cho - Hillary Clinton - Andy Cohen - Ben Cohen - Stephen Colbert | - Chris Colfer - Dane Cook - Chris Crocker - Adrianne Curry - Ellen DeGeneres - Marisol Deluna - Jason Derulo - Rebecca Drysdale - Hal Duncan |

#### E–K
| - Gloria Estefan - Eve Jeffers - Jesse Tyler Ferguson és Eric Stonestreet - Al Franken - Lady Gaga - Wynter Gordon - Kathy Griffin - Tim Gunn - Amy Gutmann | - Todrick Hall - Tom Hanks - Anne Hathaway - Don Harmon - Neil Patrick Harris - Darren Hayes - Jennifer Love Hewitt - Perez Hilton - Keri Hilson | - Dave Holmes - Janet Jackson - Larry King - Valerie Jarrett - Micah Jesse - Jewel Kilcher - Kesha - Michael Kors |

#### L–R
| - La La és Ciara - Adam Lambert - Rex Lee - Nicole LeFavour - Lizzy the Lezzy - Judith Light - Joel Madden - Jay Manuel - Sergio Gabriel Martinez | - Kyle Dean Massey - Jenny McCarthy - A. J. McLean - Rick Mercer - Jeff Merkley - Stephanie Miller - Nicki Minaj - John Nolan - Danny Noriega - Barack Obama | - Anna Paquin - Nancy Pelosi - John Pérez - Katy Perry - Zachary Quinto - Patricia Racette és felesége, Beth Clayton - Rise Against - Gene Robinson - Dennis Van Roekel |

#### S–Z
| - Sia - Shane Dawson - Dan Savage - Ken Seeley a Palm Springs-i Középiskola részéről - Jake Shears | - Ian Somerhalder - Jeffree Star - George Takei - Gareth Thomas - Rob Thomas | - Derek Warburton - Michael Urie - Tom Vilsack |

### Szervezetek és csoportok
| - Akroni Egyetem - Adobe Systems - Alabamai Egyetem - Apple Inc. - Bayer Healthcare - Baltimore Orioles - A Biszexualitás Amerikai Intézete - Bostoni Gyermekkórház - Boston Red Sox - Chicago Cubs - Chicagói Meleg Férfikar - A Chicago c. musical színészei - Cincinnati Egyetem - Cincinnati Rollergirls - Cisco Systems - Cornell Egyetem - A Dél-kaliforniai Egyetem MLBT és szövetséges közössége - Digitas - Demokraták Országos Bizottsága - A Doktor House színészei - Draftfcb - Az Amerikai Egyesült Államok Szenátusa - Electronic Arts - Eli Lilly and Company - Emberi Jogi Kampány (HRC) - Emerson Főiskola | - Etsy - Facebook - A Fehér Ház munkatársai - Gap - Los Angeles-i Meleg Férfikar - Google - Heidelbergi Egyetem - Ashley Tisdale és a Hellcats más színész tagjai - Az Idahói Egyetem Meleg-Heteró Szövetsége - Ifjúsági Büszkeségkórus - Ithacai Főiskola - A Jersey Boys Országos Körútjának színészei és személyzete - Kaliforniai Egyetem (Los Angeles) - A Kenyon Főiskola meleg női kollektívája - La Trobe Egyetem - LinkedIn - Londoni Meleg Férfikar - Lonely Planet - Marymount Manhattani Főiskola - Massachusetts állam kongresszusi képviselői - A Michigani Egyetem Jogi Kara - Microsoft - Nemzetközi Meleg Rodeószövetség - New York-i Meleg Férfikar - NOH8 kampány - NVidia | - Nyugat-washingtoni Egyetem - Occidental Főiskola - Az Örök Megbocsátás Nővérei tagjai - Pixar animációs stúdió - Princetoni Egyetem - A Priscilla, a sivatag királynője c. musical színészei - Razorfish - Rise Against - Salt Lake City közkönyvtára - San Diegó-i Egyetem - San Francisco Giants - Shady Ladies: a meleg softball-világbajnokság-sorozat 2010-es bajnoka - Smith Főiskola - Sony Pictures Entertainment - Telus - A Testvérek színészei - A Twin Cities (Minneapolis és Saint Paul) Meleg Férfikara - Virginiai Egyetem (UVA) - Az Ursinus Főiskola Meleg-Heteró Szövetsége - Világbank - Visa - Wellesleyi Főiskola - A Wicked c. musical színészei - William & Mary Főiskola - Yahoo! - Yale Egyetem |

### Egyéni közreműködők által képviselt országok
| - Malajzia | - Szingapúr | - Kanada |

## Az Egyesült Államokon kívüli résztvevők
A projektnek nincs helyhez kötött célközönsége, de mivel az Egyesült Államokból indult, a legtöbb résztvevője ebből az országból származik.[forrás?]

### Egyesült Királyság
Az Egyesült Királyság miniszterelnöke, David Cameron, más brit parlamenti képviselők, a brit haderő tagjai, tanárok, humoristák, színészek, műsorvezetők, újságírók, írók, diákok, sportolók, szülők, DJ-k, valamint további hírességek és közéleti személyiségek készítettek videókat egy hasonló projekthez „Lesz ez jobb is… még ma” (It gets better… today) címmel és „Valóra válthatjuk” (We can make it happen) jelmondattal a Stonewall brit LMBT-jogi jótékonysági szervezetnek, melyekhez az eredeti amerikai projekt adta az ötletet, és részét képezik a Stonewall iskolai homofób zaklatás elleni és antidiszkriminációs kampányának. Más hírességektől is kaptak támogató nyilatkozatokat, akik közül némelyek az Egyesült Királyságon kívül élnek, így Katy Perrytől, Beverley Knighttól, Christina Aguilerától, Danny Millertől és Marc Silcocktól, Kieron Richardsontól, Ian ’H’ Watkinstól, Jon Leetől, Amy Lamétól, Joe McElderrytől, Sarah Waterstől, John Amaechitől, Skunk Anansie-től és Stella Duffytól, valamint más szervezeteket is részvételre indítottak, így a The Co-operative Groupot és a Tescót.

### Európai Unió
Az Európai Bizottság digitális ügyekért felelős alelnöke, Neelie Kroes szintén készített egy „Lesz ez jobb is, Európa” videót.

### Finnország
Finnországból számos ismert ember, köztük Tuija Brax és Alexander Stubb miniszterek láthatók a Kaikki muuttuu paremmaksi („Minden jobb lesz”)  YouTube-videóban, melyben arra bátorítják a tizenéveseket, hogy barátkozzanak meg szexuális irányultságukkal.

### Kanada
Az It Gets Better Canada nevű szervezet egy 12 perces videót készített, melyben sok kanadai LMBT közéleti szereplő tűnik fel, köztük Deb Pearce, Rick Mercer, Rex Harrington, Ann-Marie MacDonald, Enza Anderson, Diane Flacks, Brad Fraser, Mark Tewksbury, George Smitherman, Laurie Lynd és a 1 Girl 5 Gays színészgárdája, akik az előbújás során szerzett tapasztalaikról beszélnek dokumentumfilmes interjúk formájában. Ezzel a videóval a Trevor-projekt mellett két hasonló kanadai szolgáltatást is támogattak, a Gyermek-segélyhívó telefont és Toronto Leszbikus-Meleg-Bi-Transz Ifjúsági Vonalát. Ezt követően egy másik hasonló videót tett közzé a Kanadai Műsorszóró Vállalat munkatársainak egy csoportja, köztük az országos hálózat alakjaival, mint Jian Ghomeshi, Sook-Yin Lee, W. Brett Wilson és Brent Bambury, valamint sok más alkalmazott és szabadúszó, akik különböző zaklatási élményeikről beszéltek, így a szexualitáson, bőrszínen és fogyatékosságon alapuló eseteiről.

### Malajzia
Malajziában a Seksualiti Merdeka („Szexuális Függetlenség”) fesztivál szervezői videósorozatot készítettek a „Lesz ez jobb is!” projekt alapján különböző bloggerek szereplésével, mint Azwan Ismail, Pang Khee Teik, Gary Ooi, Jerome Kugan, Joe Pang, Kavidha Natarajan, Michelle Nor Ismat, Nabila Nasir, Nisha, Peter Ong, Seetha, Sharaad Kuttan, Sulastri & Tina Fazlita Fadzil és Alvin Ng. Ismail a videófelvétele nyomán, amelyet kimondottan az országban élő meleg muszlimoknak szánt, névtelen halálos fenyegetéseket kapott. A videókat Gabrielle Yong, egy 21 éves, nyíltan biszexuális maláj diák interjúja ihlette, aki öngyilkosságot kísérelt meg, mialatt külföldön, Massachusettsben tanult. Bár e kísérletéhez az eltérő környezetbe való beilleszkedés nehézségei vezettek, úgy döntött, megosztja saját tanúságtételét a projekt kapcsán.

## Könyv
2011 márciusában „Lesz ez jobb is: az előbújás, a zaklatás legyőzése és az élni érdemes élet megteremtése” (It Gets Better: Coming Out, Overcoming Bullying, and Creating a Life Worth Living) címmel jelent meg egy esszégyűjtemény Dan Savage és Terry Miller szerkesztésében az internetes videóprojekttel megegyező témában. Több mint 100 esszét tartalmaz, egyeseket a videókból és más eredeti anyagokból jegyeztek le vagy bővítettek ki. Szerzői közt található Jennifer Finney Boylan, Gregory Maguire, Meshell Ndegeocello, Michael Cunningham, Suze Orman és David Sedaris. A könyvet a Dutton Penguin adta ki, és felkerült a New York Times bestseller-listájára.

## További irodalom
- Stelter, Brian. „‘It Gets Better’ Offers Hope and Help to Gay Youth”, The New York Times , 2010. október 18. (Hozzáférés: 2010. október 19.)  („A »Lesz ez jobb is!« reményt és segítséget nyújt a meleg fiataloknak”)

### Cikkek magyar LMBT-honlapokon
Háttér:
- Világsztárok a meleg fiatalok öngyilkossága ellen (2010. október 8.)
- Amerikában személyesen az elnök biztatja kitartásra a meleg fiatalokat[halott link] (2010. október 23.)
- Baseballcsapat is csatlakozott az öngyilkosság-megelőző kampányhoz[halott link] (2011. május 22.)
- Meleg amerikai képviselők felhívása a küszködő meleg fiatalokhoz (2011. november 15.)

Friss Meleg:
- Ha túléled a középiskolát, csak jobb lesz… Archiválva 2016. március 4-i dátummal a Wayback Machine-ben (2010. október 6.)
- „Jobb lesz!”-dal – a meleg tinédzser-öngyilkosságok megelőzésére Archiválva 2016. március 5-i dátummal a Wayback Machine-ben (2010. október 19.)
- „Jobb lesz” – Barack Obama Archiválva 2016. március 5-i dátummal a Wayback Machine-ben (2010. október 23.)

## Fordítás
- Ez a szócikk részben vagy egészben az It Gets Better Project című angol Wikipédia-szócikk ezen változatának fordításán alapul.  Az eredeti cikk szerkesztőit annak laptörténete sorolja fel. Ez a jelzés csupán a megfogalmazás eredetét és a szerzői jogokat jelzi, nem szolgál a cikkben szereplő információk forrásmegjelöléseként.